# Chlorestes
Chlorestes – rodzaj ptaków z podrodziny kolibrów (Trochilinae) w obrębie rodziny kolibrowatych (Trochilidae).

## Rozmieszczenie geograficzne
Rodzaj obejmuje gatunki występujące w Meksyku, Belize, Gwatemali, Salwadorze, Hondurasie, Nikaragui, Kostaryce, Panamie, Kolumbii, Ekwadorze, Peru, Wenezueli, na Trynidadzie i Tobago, w Gujanie, Surinamie, Gujanie Francuskiej, Brazylii i Boliwii.

## Morfologia
Długość ciała 7–11 cm; masa ciała 2,5–4,5 g.

## Systematyka

### Etymologia
- Chlorestes: gr. χλωρος chlōros „zielony”; εσθης esthēs, εσθητος esthētos „szata, ubiór, odzienie”[7].
- Juliamyia: epitet gatunkowy Ornismyia julie Bourcier, 1842; gr. μυια muia, μυιας muias „mucha” (tj. bardzo mały ptak)[8]. Gatunek typowy: Ornismyia julie Bourcier, 1842.
- Damophila: Damophila (VII wiek p.n.e.), poetka z Lesbos utrzymująca intymne stosunki z Safoną[9]. Gatunek typowy: Ornismyia julie Bourcier, 1842; młodszy homonim Damophila Curtis, 1832 (Lepidoptera).
- Halia: Halia, święto obchodzone na Rodos ku czci boga słońca Heliosa lub Faetona (por. w mitologii greckiej Halia lub Halie (gr. Ἁλιη, Haliē lub Ἁλια Halia) była jedną z Nereid lub bogiń morskich)[10]. Gatunek typowy: Trochilus notatus Reich, 1793.
- Neodamophila: gr. νεος neos „nowy”; rodzaj Damophila Reichenbach, 1854[11]. Nazwa zastępcza dla Damophila Reichenbach, 1854.

### Podział systematyczny
Do rodzaju należą następujące gatunki:
- Chlorestes candida (Bourcier & Mulsant, 1846) – szafirek brązowawy
- Chlorestes eliciae (Bourcier & Mulsant, 1846) – szafirek złotosterny
- Chlorestes cyanus (Vieillot, 1818) – szafirek białobrody
- Chlorestes julie (Bourcier, 1843) – szafirek niebieskobrzuchy
- Chlorestes notata (Reich, 1793) – szafirek modrogardły